# Фигота, Силило
Силило «Джо» Фигота Мануэле (самоан. Sililo "Joe" Figota Manuele; род. 5 декабря 1965, Фалеапуна) — самоанский и новозеландский боксёр, представитель средней весовой категории. Выступал за сборные Самоа и Новой Зеландии по боксу в конце 1980-х — начале 1990-х годов, бронзовый призёр Игр Содружества в Окленде, победитель и призёр турниров национального значения, участник летних Олимпийских игр в Барселоне. В период 1992—1996 годов также боксировал на профессиональном уровне.

## Биография
Силило Фигота родился 5 декабря 1965 года в деревне Фалеапуна административного округа Ваа-о-Фоноти на Самоа.
Первого серьёзного успеха на взрослом международном уровне добился в сезоне 1990 года, когда вошёл в основной состав самоанской национальной сборной и побывал на Играх Содружества наций в новозеландском Окленде, где завоевал награду бронзового достоинства.
После этих игр Фигота остался в Новой Зеландии, вошёл в состав новозеландской сборной и начал представлять эту страну на международных соревнованиях. Так, в 1991 году под новозеландским флагом выходил на ринг чемпионата мира в Сиднее — дошёл здесь до стадии 1/8 финала, проиграв титулованному кубинцу Хуану Карлосу Лемусу, который в итоге и стал новым чемпионом мира.
Благодаря череде удачных выступлений в 1992 году Силило Фигота удостоился права защищать честь страны на летних Олимпийских играх в Барселоне. Тем не менее, провёл на Олимпиаде только один поединок, в первом же бою среднего веса с разгромным счётом 2:16 потерпел поражение от немца Маркуса Байера. Вскоре по окончании этих соревнований принял решение завершить карьеру в любительском олимпийском боксе, уступив место в сборной молодым новозеландским боксёрам.
Покинув новозеландскую сборную, Фигота решил попробовать себя среди профессионалов и в течение четырёх последующих лет провёл несколько профессиональных поединков, из которых пять выиграл и четыре проиграл. Дважды претендовал на титул чемпиона Новой Зеландии, но в обоих титульных боях оказался проигравшим.